# Vilain d'Aigremont
Vilain d'Aigremont ou Guillenc d'Aigremont ou Willenc d'Aigremont (mort le 3 août 1136) est un religieux français du début du XIIe siècle qui fut évêque de Langres de 1125 jusqu'à sa mort.

## Biographie
Il est le fils de Foulques de Serqueux (mort avant 1126), premier seigneur d'Aigremont connu.
Il fut prêtre à Langres en 1084, puis archidiacre de Langres en 1099, et enfin évêque de Langres de 1125 jusqu'à sa mort le 3 août 1136.
Vers 1120, Bernard de Clairvaux reproche au jeune chanoine régulier Foulques d'Aigremont d'avoir cédé à la pression de son oncle Vilain, alors archidiacre de Langres et doyen du chapitre, pour rejoindre les rangs du clergé séculier, et le rappelle au devoir. Bernard et Foulques auraient été apparentés, Vilain serait donc également parent avec le futur Saint-Bernard.
Bernard de Clairvaux et Vilain, bien que parent, ne semblent pas beaucoup s'apprécier. Bernard aurait eu des mots très durs envers son cousin (naufrageur, canaille…), ce dernier ayant essayé d'arrêter Bernard dans sa quête de solitude.
Il participe à la fondation par son frère Olry d'Aigremont et de la femme de celui-ci, Adeline de Choiseul, de l'abbaye de Morimond.
Il est présent au concile de Troyes de 1129 où est reconnu officiellement l'ordre du Temple.
En 1129, il est invité par le roi des Francs Louis VI le Gros au sacre de son fils aîné Philippe à la cathédrale de Reims.
En 1133, il confirme la donation de Païen de Bure quittant la vie du siècle pour rejoindre la chevalerie du Christ du Temple du Seigneur à Jérusalem, qui s'est donné à l'Ordre du Temple avec ses biens, ce qui entrainera la fondation de la Commanderie templière de Bure.